# Route 201 (Nouvelle-Écosse)
Pour les articles homonymes, voir Route 201.
La route 201 est une route secondaire de la Nouvelle-Écosse située dans le sud-ouest de la province. Elle dessert la région de la vallée de la rivière Annapolis. Elle traverse une région vallonneuse et agricole. De plus, elle mesure 68 kilomètres, et est pavée sur toute sa longueur.

## Tracé

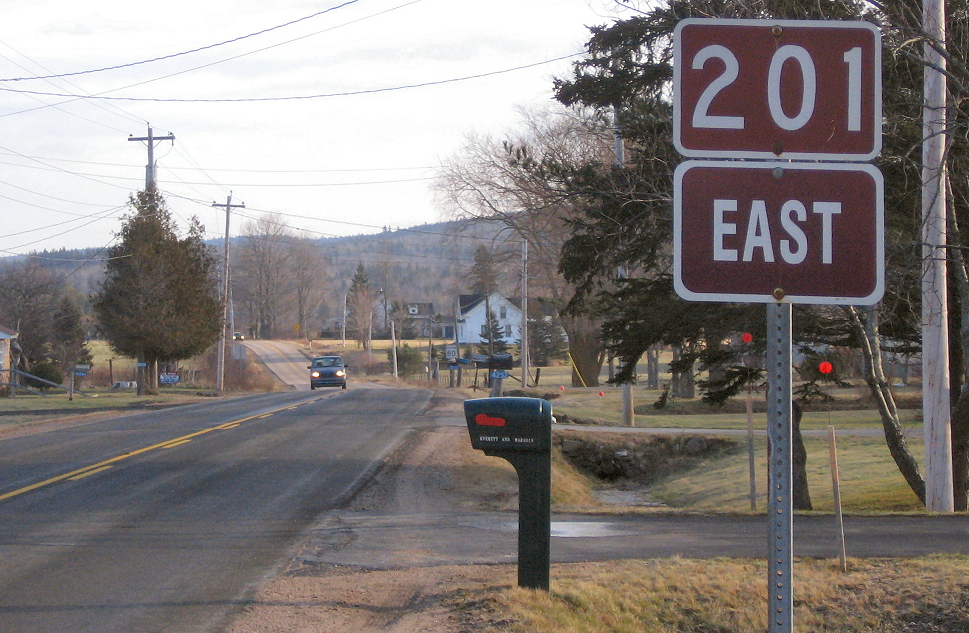
La route 201 au sud de Bridgetown.

La route 201 est parallèle aux routes 1 et 101.
Elle débute au sud d'Annapolis Royal, à Lequille, à sa jonction avec la route 8. Elle commence par suivre la rive sud de la rivière Annapolis, en traversant les villages de Tupperville, Granville, et passe ensuite au sud de Bridgetown, puis passe au-dessus de la route 101. Elle continue ensuite de se diriger vers l'est en traversant West Lawrencetown, puis elle rejoint Nictaux, communauté située au sud de Middleton, où elle croise la route 10. Elle rejoint par la suite Greenwood 10 kilomètres à l'est, puis à South Greenwood, elle bifurque vers le nord pour traverser la rivière Annapolis, puis pour se terminer à l'est de Kingston sur la route 1.

## Intersections principales
| Route 201         |                 |    |                                                      |                           |
| Comté             | Location        | km | Intersection/Destinations                            | Notes                     |
| Comté d'Annapolis | Annapolis Royal | 0  | R-8, Annapolis Royal centre, Liverpool               | extrémité ouest de la 201 |
| Comté d'Annapolis | Nictaux         | 48 | R-10, Middleton, Spa Springs, Bridgewater, Lunenburg |                           |
| Comté d'Annapolis | Green Acres     | 68 | R-1, Kingston, Kentville, Windsor                    | extrémité est de la 201   |